# 卵胞

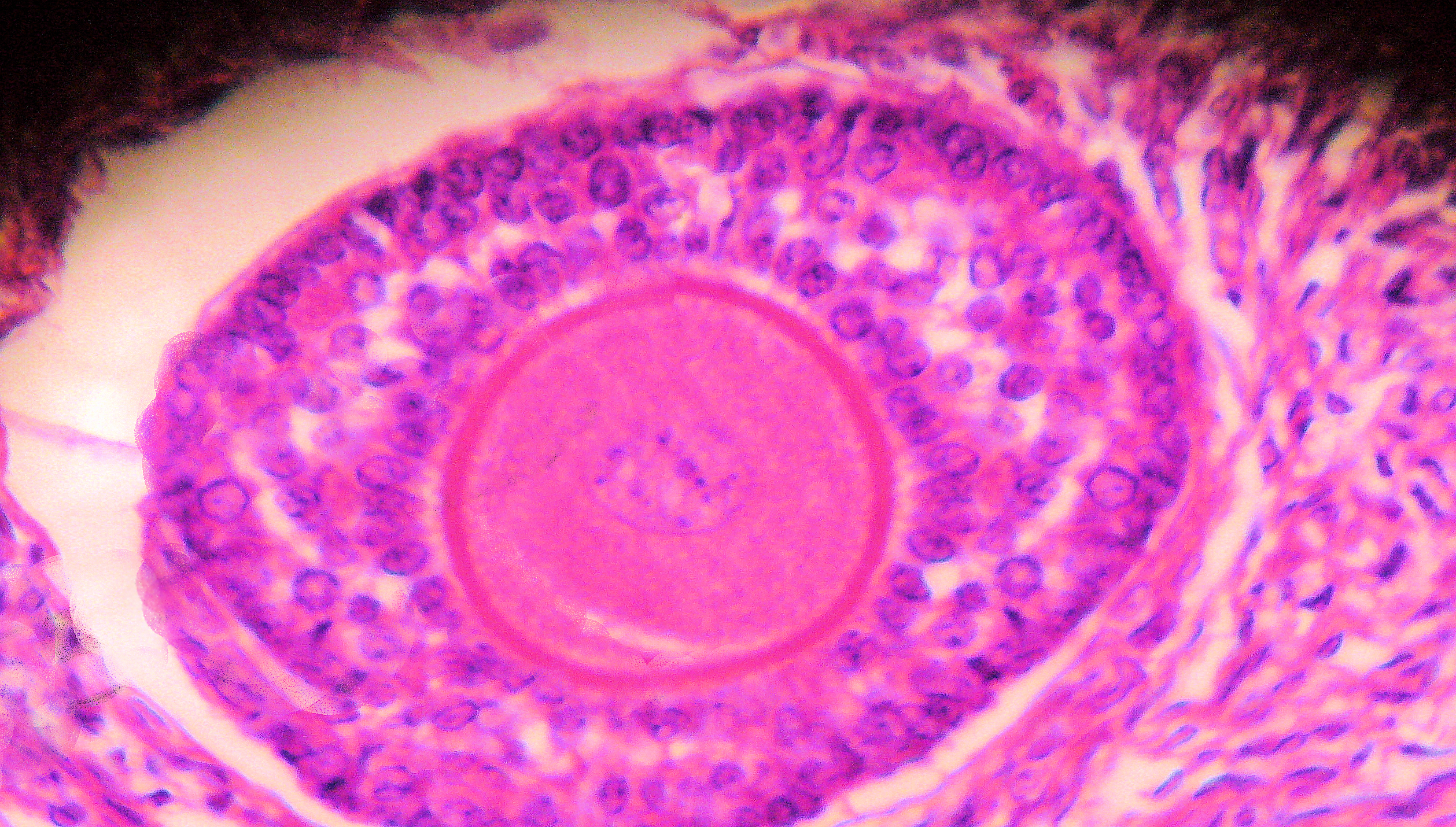
ヒトの卵胞

卵胞（らんほう、英: ovarian follicle）または濾胞（ろほう）とは、卵巣内で造られる卵細胞表面の細胞の集合体である。これは繊維や血管の外被、有核細胞（卵胞上皮細胞）の内被、及び卵子の浮遊する透明なアルブミン溶液（卵胞液）からなり、排卵によりそこから卵子が放出される。
発育段階により、原始卵胞・一次卵胞・二次卵胞・三次卵胞（胞状卵胞）およびグラーフ卵胞に分けられており、排卵後の卵胞は黄体へと変化する。

## 卵胞内での卵細胞の形成
配偶子、即ち生殖細胞は減数分裂する事によって生殖巣内で形成される。卵形成のための減数分裂は胎児期の卵巣で始まる。卵子は第一減数分裂前期で一旦停止し、一層の卵胞上皮細胞（顆粒層細胞）と共に原始卵胞を形成する。出生後の卵胞の発育は各種の成長因子、卵胞刺激ホルモン（FSH）、および黄体形成ホルモン（LH）によって調節される。FSHはまたLHと共働して卵胞上皮細胞（顆粒層細胞）からエストロゲン分泌させる。第一成熟減数分裂前期で停止した一次卵母細胞は排卵のトリガーとなるLHサージにより減数分裂を再開する。極体と呼ばれる細胞と二次卵母細胞に分裂した後、再び第二減数分裂中期で停止する。LHサージにより排卵された二次卵母細胞は卵管で精子と受精することにより減数分裂を完了させ、極体を再び放出した後に受精が完了する。極体は卵子として機能せず退行する。よってグラーフ卵胞と呼ばれる成熟した卵胞の中に実際にあるのは、一次卵母細胞である。
| 動物種 | 成熟卵胞の直径(mm) |
| ------ | ------------------ |
| ウシ   | 12-19              |
| ウマ   | 25-70              |
| ブタ   | 8-12               |
| ヒツジ | 5-10               |
| イヌ   | 6.0                |
| ヒト   | 10-15              |